# Palden Tenpai Nyima
Palden Tenpai Nyima (དཔལ་ལྡན་བསྟན་པའི་ཉི་མ་; 1782 – 1853) è stato riconosciuto come il settimo Panchen Lama tibetano.

## Caos politico
Il precedente Panchen Lama, Lobsang Palden Yeshe morì improvvisamente di vaiolo senza identificare né, ovviamente, nominare il suo successore; spettò quindi a suo fratello, Sha Marpa, il compito di comunicare il nome del nuovo Panchen Lama.
La figura di Sha Marpa, è estremamente controversa, infatti le sue mire alle ricchezze del fratello, lo spinsero a pianificare un'invasione ai danni del Tibet ad opera del Nepal, invasione che fu poi conclusa da un intervento armato cinese nel 1792. Ad ogni modo Sha Marpa identificò ed addestrò ai primi voti di monaco il 9º Dalai Lama al quale impose anche il nome di Lungtok Gyatso nel 1815.

## Le attività di Palden Tenpai Nyima
Il 9º Dalai Lama morì prematuramente nel 1815 e passarono ben otto anni prima che fosse scelto il suo successore.
Gli eventi politici in quel periodo furono molteplici, ma finalmente il Panchen Lama, Palden Tenpai Nyima prese in mano la situazione intervenendo e usando per la prima volta l'Urna dorata (Golden Urn) al fine di identificare un nuovo Dalai Lama. Fu così che nel 1822 fu insediato il 10º Dalai Lama al quale fu dato il nome di Tsultrim Gyatso. Spettò a Palden il ruolo di guida ai voti monacali del nuovo lama.
Nel 1842 Palden identificò di nuovo un altro Dalai Lama, l'undicesimo della storia, dandogli il nome di Khedrup Gyatso.
Nel 1844 Palden fece costruire un palazzo dedicato ai soli Panchen Lama; lo fece edificare ad un chilometro a sud del monastero di Tashilhunpo. Successivamente il decimo Panchen Lama, Lobsang Trinley Lhündrub Chökyi Gyaltsen fece creare due cappelle in un vicino giardino ed oggigiorno queste sono meta di turisti in visita nel paese.
Palden continuò il resto della sua vita viaggiando tra Lhasa e la provincia di Tsang. Morì nel 1853.
Sfortunatamente, durante la Rivoluzione culturale cinese le tombe dei Panchen Lama dal quinto al nono furono distrutte; ma sotto il decimo Panchen Lama fu edificata un'unica grande tomba al monastero di Tashilhunpo in loro memoria, conosciuta col nome di Tashi Langyar.
| Controllo di autorità | VIAF (EN) 64914027 · ISNI (EN) 0000 0001 1068 0060 · CERL cnp00467856 · LCCN (EN) n83175411 · GND (DE) 123412560 |